# La Palma, Chilón
La Palma är en ort i Mexiko.   Den ligger i kommunen Chilón och delstaten Chiapas, i den sydöstra delen av landet, 800 km öster om huvudstaden Mexico City. La Palma ligger 1 057 meter över havet och antalet invånare är 249.
Terrängen runt La Palma är huvudsakligen kuperad, men söderut är den bergig. Runt La Palma är det ganska glesbefolkat, med 50 invånare per kvadratkilometer. Närmaste större samhälle är Jet-Já, 3,8 km väster om La Palma. I omgivningarna runt La Palma växer i huvudsak städsegrön lövskog.